# Ralston Crawford
Ralston Crawford (St. Catharines, 5 settembre 1906 – Houston, 27 aprile 1978) è stato un pittore e fotografo statunitense è stato anche litografo e ha preso parte alla corrente pittorica del precisionismo.
Nato in Canada, a St. Catharines, in Ontario, e passa la sua giovinezza a Buffalo. Si iscrive nel 1927 in California all'Otis Art Institute. Dopo aver lavorato per la Walt Disney Company, decide di approfondire la sua formazione alla Pennsylvania Academy of the Fine Arts, e alla Barnes Foundation, dove erano esposti lavori di Picasso e di Matisse. Nel 1934, ha allestito la sua prima mostra al Maryland Institute of Art.
Crawford è conosciuto soprattutto per le sue rappresentazioni astratte della vita urbana e del lavoro. I suoi primi lavori suggeriscono la sua collocazione nel movimento pittorico precisionista insieme ad altri quali Niles Spencer e Charles Sheeler. Qui, l'attenzione è rivolta alla rappresentazione realistica di fabbriche, ponti e cantieri navali. I lavori successivi sono invece maggiormente riconducibili all'astrattismo, da un punto di vista geometrico: in Spagna, ha osservato la tauromachia, e le processioni religiose durante la settimana santa a Siviglia. A New Orleans, ha ritratto e fotografato cimiteri e musicisti jazz, (dopo aver richiesto un permesso per visitare bar frequentati solo da persone di colore). La rivista Fortune mandò Crawfrod sull'atollo di Bikini nel 1946 per effettuare un servizio su di un test sulle armi nucleari.
Nel 1978, Crawford muore di cancro a Houston, lasciando moglie e tre figli. Al momento della sua morte le sue opere erano incluse nella collezione del Metropolitan Museum of Art, del Museum of Modern Art, del Whitney Museum of American Art, del Walker Art Center, e del Toledo Museum of  Art.